# Josep Maria Trias de Bes i Giró
Josep Maria Trias de Bes i Giró (Barcelona, 1890 - Barcelona, 1965) fue un jurista y político español.

## Biografía
Fue hijo de Juan de Dios Trías y Giró y de Rosa Bes. Se licenció en Derecho por la Universidad de Barcelona, doctorándose al año siguiente por la Universidad de Madrid. Ejerció de abogado en el prestigioso bufete de su padre. En 1914 fue designado profesor auxiliar de Derecho Internacional y Mercantil en la Universidad de Salamanca. Fue nombrado catedrático de derecho internacional en la Universidad de Salamanca, de 1916 a 1919, y posteriormente en la de Barcelona, vacante a la muerte de su padre (desde 1919 hasta el 1960). 
En el campo político fue conservador-nacionalista y militó en la Lliga Regionalista y diputado al Congreso de Diputados los años 1918 y 1923, por la circunscripción de La seu d´Urgell y Granollers, respectivamente; repitiendo en las de 1933 y 1936. A fines de los años 1920 fue miembro de distintas sociedades europeas de Derecho Internacional. Además, fue elegido diputado al Parlamento de Cataluña en las elecciones al Parlamento de Cataluña de 1932. Trias de Bes fue el albacea y asesor de Francesc Cambó. 
Durante la Guerra Civil, se ofreció como experto en Relaciones Internacionales a la dirección del bando sublevado, encabezada por Francisco Franco. Por otra parte, fue miembro del consejo privado del conde de Barcelona. Fue calificado en 1937 por los servicios de inteligencia norteamericanos como un «ardiente seguidor de Franco».
Su nombre aparece en la lista de los veintidós juristas que, designados por el Ministerio de Gobernación franquista, elaboraron el “dictamen sobre la ilegitimidad de los poderes actuantes el 18 de julio de 1936”, documento publicado el 21 de diciembre de 1938, que pretendía justificar la sublevación militar que provocó la guerra civil española.
Fue jefe de la asesoría del Ministerio de Asuntos Exteriores y miembro de la Comisión de Codificación del Ministerio de Justicia, y representó a España en el Tribunal Internacional de Justicia. Como jurista presidió la Real Academia de Jurisprudencia y Legislación de Cataluña. Murió en Barcelona en 1965.

## Principales publicaciones
- Nuevas orientaciones sobre la nacionalidad y la admisión de extranjeros (1913)
- Derecho internacional público y privado (1926)
- Derecho internacional privado (1932)